# Dietzhölztal
Dietzhölztal é um município da Alemanha, situado no distrito de Lahn-Dill, no estado de Hesse. Tem 37,45 km² de área, e sua população em 2019 foi estimada em 5.612 habitantes.